# Doris Kareva
Doris Kareva (Tallin, 28 de noviembre de 1958) es una poeta, periodista, editora, ensayista y traductora estonia. Fue secretaria general de la Comisión Nacional de Estonia para la UNESCO.

## Trayectoria
Kareva nació en Tallin. Su padre, Hillar Kareva, fue un notable compositor. Estudió inglés y literatura en la Universidad de Tartu y comenzó a escribir poesía en la década de 1960, publicando sus primeros poemas a los catorce años.
Trabajó para el semanario cultural Sirp y como editora de la revista Looming. Fue durante dieciséis años secretaria general de la Comisión Nacional de Estonia para la UNESCO.
Fue mentora de jóvenes poetas y tradujo al estonio obras de William Shakespeare, Anna Akhmatova, Emily Dickinson, Joseph Brodsky, Kahlil Gibran, Kabir, WH Auden y Samuel Beckett, además de poesía irlandesa contemporánea.
Como becaria literaria, Kareva trabajó en Suecia, Grecia, Estados Unidos, Flandes, Italia e Irlanda, y presentó sus obras en muchos países. Parte de su obra poética fue puesta en escena y muchas veces musicada.

## Premios
En 1993 recibió el Premio Nacional de Cultura por su obra In place of the world.
Recibió varios premios estatales, incluidos dos Premios Culturales del Estado de Estonia y la Orden de la Estrella Blanca de Estonia en 2001. 
En los años 2016 y 2017 su nombre estuvo entre las candidaturas al Premio Nobel de Literatura.

## Obras
Su poesía ha sido traducida a cerca de una veintena de idiomas, por ejemplo la colección completa Shape of Time (Aja kuju) publicada en el Reino Unido en 2010 (en estonio en 2005).

### Libros de poesía
- Päevapildid (1978)
- Ööpildid (1980)
- Puuduto (1981)
- Salateadvus (1983)
- Vari ja viiv (1986)
- Armuaeg (1991)
- Kuuhobune (1992)
- Maailma asemel (1992)
- Hingring (1997)
- Mandragora (2002)
- Aja kuju (2005)
- Tähendused (2007)
- Lõige (2007)
- Deka (2008)
- Sa pole üksi (2011)
- Perekonnaalbum (2015)